# スティーヴン・ワインバーグ
スティーヴン・ワインバーグ（Steven Weinberg, 1933年5月3日 - 2021年7月23日）は、アメリカ合衆国出身の物理学者。アブドゥス・サラム、シェルドン・グラショーとともに、電磁気力と弱い力を統合するワインバーグ＝サラム理論を完成させた。これによって、1979年にノーベル物理学賞を受賞した。

## 人物
ユダヤ人の両親のもと、ニューヨークに生まれた。1950年に名門のブロンクス科学高校を卒業し、1954年にコーネル大学より学士号を授与される。高校と大学ではシェルドン・グラショーと同級生であった。その後、コペンハーゲンにあるニールス・ボーア研究所に移り、研究を進めた。一年間の滞在後、ワインバーグはプリンストン大学に戻り、1957年にはSam Treiman（エンリコ・フェルミの門下生）のもとで物理学の博士号を取得した。コロンビア大学でポスドクの後、1960年からカリフォルニア大学バークレー校の教職員となった。1967年からマサチューセッツ工科大学客員教授、1973年からハーバード大学教授、1982年からテキサス大学オースティン校教授兼評議員を歴任した。
2021年7月23日、テキサス州オースティンで死去。88歳没。

## 来歴
プリンストン大学で博士号を取得後、1957年からコロンビア大学で、1959年からはカリフォルニア大学バークレー校で、素粒子物理学に関する様々な研究を進めた。1966年にハーバード大学に赴任し、翌年からMITの客員教授となった。1967年には、弱い相互作用と電磁相互作用を統一する電弱統一理論（ワインバーグ＝サラム理論）を発表した。
この電弱統一理論は、シェルドン・グラショウが1961年に発表した電弱統一に関する研究内容を基に、自発的対称性の破れをもちいて、サラムとは独立に完成させた。また、この理論はヒッグス粒子の存在を示す一つの重要な理論となっているため、このとき発表された電弱統一理論の論文は現在でも多数引用されている。
1973年ハーバード大学ヒギンズ（Higgins）教授職に就く。1976年にはヒッグス粒子を複合粒子として考えるテクニカラー理論（Technicolor theory）をレオナルド・サスキンド（Leonard Susskind）とは独立に提唱。1973年の中性カレントの発見によりZ粒子の存在が明確化し、1978年までに電弱統一理論の実験的検証がされ、翌1979年に、アブドゥス・サラム、シェルドン・グラショーとともにノーベル物理学賞を受賞した。1982年からはテキサス大学オースティン校に移り、教授兼ジャック・S・ジョージー・ウェルチ財団（Jack S.Josey- Welch Foundation）科学議長に就いた。

## 受賞歴
- 1973年 - ロバート・オッペンハイマー記念賞
- 1974年 - リヒトマイヤー記念賞
- 1977年 - ハイネマン賞数理物理学部門
- 1979年 - エリオット・クレッソン・メダル、ノーベル物理学賞
- 1989年 - オスカル・クラインメダル
- 1991年 - ジェームズ・マディスンメダル（プリンストン大学）、アメリカ国家科学賞
- 2004年 - ベンジャミン・フランクリン・メダル (アメリカ哲学協会)
- 2021年 - 基礎物理学ブレイクスルー賞（特別賞）、マルセル・グロスマン賞

## 著書
- 『電子と原子核の発見 20世紀物理学を築いた人々』 本間三郎 訳 1986年 日本経済新聞社 ISBN 4-532-06260-8
- 『究極理論への夢』 小尾信弥・加藤正昭 共訳 1994年 ダイヤモンド社 ISBN 4-478-83007-X
- 『宇宙創成はじめの三分間』 小尾信弥 訳 1995年 ダイヤモンド社 ISBN 4-478-85011-9
- 『ワインバーグ場の量子論 1巻 粒子と量子場』 青山秀明・有末宏明 共訳 1997年 吉岡書店 ISBN 4-8427-0262-1
- 『ワインバーグ場の量子論 2巻 量子場の理論形式』 青山秀明・有末宏明 共訳 1997年 吉岡書店 ISBN 4-8427-0265-6
- 『ワインバーグ場の量子論 3巻 非可換ゲージ理論』 青山秀明・有末宏明 共訳 1998年 吉岡書店 ISBN 	4-8427-0269-9
- 『ワインバーグ場の量子論 4巻 場の量子論の現代的諸相』 青山秀明・有末宏明 共訳 1999年 吉岡書店 ISBN 4-8427-0271-0
- 『ワインバーグ場の量子論 5巻 超対称性:構成と超対称標準模型』 青山秀明・有末宏明・杉山勝之 共訳 2001年 吉岡書店 ISBN 4-8427-0292-3
- 『ワインバーグ場の量子論 6巻 超対称性:非摂動論的効果と拡張』 青山秀明・有末宏明・杉山勝之 共訳 2003年 吉岡書店 ISBN 4-8427-0293-1
- 『ワインバーグの宇宙論 上 ビッグバン宇宙の進化』 小松英一郎 訳 2013年 日本評論社 ISBN 4-8427-0292-3
- 『ワインバーグの宇宙論 下 ゆらぎの形成と進化』 小松英一郎 訳 2013年 日本評論社 ISBN 978-4-535-78617-2
- 『科学の発見』 赤根洋子 訳 2016年 文藝春秋社 ISBN 978-4-16-390457-3
- 『ワインバーグ量子力学講義 上』 岡村浩 訳 2021年 ちくま学芸文庫 ISBN 978-4-480-51081-5
- 『ワインバーグ量子力学講義 下』 岡村浩 訳 2021年 ちくま学芸文庫 ISBN 978-4-480-51082-2